# Cypripedium daweishanense
Cypripedium daweishanense — вид многолетних травянистых растений секции Trigonopedia, рода Башмачок (Cypripedium), семейства орхидных (Orchidaceae).
Китайское название: 大围山杓兰 (da wei shan shao lan).

## История
Cypripedium lentiginosum очень изменчив по размерам и форме цветка, что заставило выделить в нём дополнительные таксоны: Cypripedium lichiangense var. daweishanense S.C. Chen & Z.J. Liu, 2003, позже признанный самостоятельным видом — Cypripedium daweishanense (S.C. Chen & Z.J. Liu) S.C. Chen & Z.J. Liu, 2005, отличающийся более коротким парусом и губой, большей в пропорции к лепесткам, и Cypripedium malipoense S.C. Chen & Z.J. Liu 2002 с цветками меньшего размера. Эти различия и даже более тёмная окраска вписываются в диапазон изменчивости внутри Cyp. lentiginosum, поэтому некоторые авторы расценивают эти недавние «новые виды», как синонимы Cyp. lentiginosum.
В 1990-х годах Cyp. lentiginosum часто предлагался к продаже японскими торговцами диких растений, сообщалось, что он был импортирован из Вьетнама, что вполне вероятно, поскольку его ареал в Китае близок к вьетнамской границе.

## Ботаническое описание
Высота 10—15 см. Корневище толстое. Стебель 5—8 см.
Листья серовато-зелёные или зелёные с фиолетово-коричневыми пятнышками, почти округлые или широко эллиптические, 15—17 × 11—14 см.
Цветки одиночные. Парус яйцевидный или широкояйцевидный, желтовато-зелёный, очень редко с тёмно-бордовыми пятнами, 4—5 × 3—4 см, обе поверхности голые; синсепалум желтоватый, с серо-зелёным оттенком и редкими тёмно-бордовыми пятнами, ланцетовидный, 4—5 × 1,5—1,8 см; лепестки желтоватые, густо испещрённые тёмно-бордовыми пятнышками, изогнуты вперед, окутывая губу, эллиптически-продолговатые, 4,2—4,7 × 2,4—2,8 (—3,4) см. Губа желтоватая с тёмно-бордовыми пятнами, 3,8—4,5 × 3—3,5 см. Стаминодий желтоватый с тёмно-бордовыми пятнами, 17—20 × ок. 5 мм.
Цветение в мае-июне.

## Ареал
Китай (юго-восток Юньнань (Пинбянь-Мяоский автономный уезд)).
Почвы влажные, богатые гумусом, хорошо дренированные. На высотах около 2300 метров над уровнем моря.